# Сульфат алюминия-цезия
Сульфат алюминия-цезия — неорганическое соединение, смешанная соль алюминия, цезия и серной кислоты с формулой CsAl(SO4)2,
белые гигроскопичные кристаллы, 
растворимые в воде,
образует кристаллогидрат — алюмоцезиевые квасцы.

## Получение
- Совместная кристаллизация сульфатов цезия и алюминия:

{\displaystyle {\mathsf {Cs_{2}SO_{4}+Al_{2}(SO_{4})_{3}+24H_{2}O\ {\xrightarrow {\ }}\ 2CsAl(SO_{4})_{2}\cdot 12H_{2}O}}}

## Физические свойства
Сульфат алюминия-цезия — белые гигроскопичные кристаллы, растворимые в воде.
Из водных растворов выделяется в виде кристаллогидрата CsAl(SO4)2•12H2O — бесцветных кристаллов кубической сингонии, 
параметры ячейки a = 1,234 нм, 
температура плавления 117°С (в собственной кристаллизационной воде).

## Химические свойства
- Разлагается при сильном нагревании:

{\displaystyle {\mathsf {4CsAl(SO_{4})_{2}\ {\xrightarrow {800^{o}C}}\ 2Cs_{2}SO_{4}+2Al_{2}O_{3}+6SO_{2}+3O_{2}}}}
- Водные растворы имеют кислую реакцию из-за гидролиза по катиону алюминия:

{\displaystyle {\mathsf {[Al(H_{2}O)_{6}]^{3+}+H_{2}O\ \rightleftarrows \ [Al(H_{2}O)_{5}(OH)]^{2+}+H_{3}O^{+}}}}